# Misumenops octoguttatus
Misumenops octoguttatus är en spindelart som beskrevs av Cândido Firmino de Mello-Leitão 1941. 
Misumenops octoguttatus ingår i släktet Misumenops och familjen krabbspindlar. Inga underarter finns listade i Catalogue of Life.